# Predator: The Secret Scandal of J-Pop
Predator: The Secret Scandal of J-Pop (japanischer Titel: J-POPの捕食者 秘められたスキャンダル) ist ein britischer Dokumentationsfilm aus der Dokumentationsreihe This World des Senders BBC, welcher erstmals am 7. März 2023 auf BBC 2 gezeigt wurde.
Die Regie führte Megumi Inman, während der Journalist und Filmemacher Mobeen Azhar das Drehbuch anfertigte und Interviews mit verschiedenen Persönlichkeiten führte.
Die Dokumentation fokussiert sich auf das Unternehmen Johnny & Associates, dessen Gründer Johnny Kitagawa sowie seinen Skandalen wegen sexuellen Missbrauchs gegen frühere Schützlinge.

## Hintergrund
Johnny Kitagawa (* 1931; † 2019) war ein US-amerikanisch-japanischer Geschäftsmann und Talentsucher, der vor allem durch die Gründung seiner Talentagentur Johnny & Associates zu einem der einflussreichsten Persönlichkeiten in der japanischen Unterhaltungsindustrie wurde.
Zwischen den Jahren 1988 bis Anfang der 2000er-Jahre war Kitagawa Hauptangeklagter in mehreren Fällen von sexuellem Missbrauch an seinen Schützlingen, die von unsachgemäßen Berührungen bis hin zu Vergewaltigung an mehreren minderjährigen Jungen reichten. Bis zum Jahr 2017 war es in Japan vom Gesetz her nicht möglich, dass Jungen und Männer Opfer von Vergewaltigung sein konnten, weswegen Kitagawa lediglich aufgrund von Kindesmissbrauch angezeigt wurde. Im Jahr 1999 veröffentlichte das japanische Magazin Shukan Bunshun eine zehnteilige Artikelreihe, die sich mit mehreren Fällen des sexuellen Missbrauchs an Minderjährige durch Kitagawa auseinandersetzten. Vor Gericht wurde ausgesagt, dass die Anschuldigungen gegen Kitagawa unwahr sind und wohl von ehemaligen Mitarbeitern der Talentagentur ausgegangen seien. Offizielle sagten aus, dass weder die Jugendlichen noch deren Eltern Anzeige gegen Kitagawa erhoben haben.
Kitagawa verklagte das Shukan-Bunshun-Magazin später aufgrund von Verleumdung und erhielt in erstinstanzlicher Ebene einen Schadenersatz in Höhe von knapp neun Millionen Yen zugesprochen, welche nach einer Revision herabgesetzt wurde. Abseits des wöchentlich erscheinenden Shukan Bunshun berichtete keines der führenden Medienformate über die Anschuldigungen, der Anhörung vor dem Parlament oder den Gerichtsprozess, was mit Kitagawas massivem Einfluss auf die Medien erklärt wurde.

## Inhalt
Die Dokumentation geht zu Beginn auf die Geschichte der Talentagentur Johnny & Associates und deren Erfolg, vor allem auf nationaler Ebene ein und beschreibt knapp die innere Struktur des Unternehmens.
Kitagawa gilt als Begründer des Talentsystems, welches bis heute im J- und K-Pop Anwendung findet. Es wurden kurze Interviews mit Teilen der Bevölkerung geführt, in der die Interviewpartner unter anderem über die Rolle Kitagawas für die japanische Popmusikindustrie befragt wurden. Kitagawa gilt als Erfinder der japanischen Popmusik und als Erfinder der Musikrichtung. Innerhalb der japanischen Gesellschaft genießt Kitagawa über seinen Tod hinaus großes Ansehen und wird als Held, gar als Gott betrachtet. Im weiteren Verlauf der Dokumentation werden Vertreter des Shukan-Bunshun-Magazins, ehemalige Talente der Agentur sowie die Anwälte der Betroffene über die Missbrauchsvorwürfe, den Gerichtsprozess und die scheinbare Verweigerung der Berichterstattung durch die japanischen Medien befragt.
Während die Missbrauchsvorwürfe gegen Kitagawa in den japanischen Medien keine Erwähnung fanden, wurde über dessen Tod im Jahr 2019 auf nationaler Ebene berichtet. Es wurde ein Gedenkkonzert im Tokyo Dome mit mehr als 150 Künstlern aus seiner Talentagentur veranstaltet; selbst der damalige Premierminister Shinzō Abe betrauerte den Tod Kitagawas und veröffentlichte eine Kondolenznachricht.
Die Dokumentation legt offen, wie sich Kitagawa an seinen Schützlingen vergangen haben soll. So habe er junge „Talente“, die eine künstlerische Ausbildung in seiner Agentur durchlaufen, zu sich nach Hause eingeladen und in einem Bereich, der als „Wohnheim“ oder „Schlafstube“ Bekanntheit erlangte, übernachten lassen. Laut Aussagen diverser Betroffener lief der Aufenthalt in Kitagawas Anwesen ähnlich ab: Diese seien von „Freundlichkeit, Rücksichtnahme, ein gemeinsames Bad, Massagen usw.“ geprägt gewesen.

## Veröffentlichung
Die einstündige Dokumentation wurde am 7. März 2023 auf BBC Two ausgestrahlt und ist Teil der Dokumentationsreihe This World des Muttersenders BBC. Am 10. April 2023 wurde eine um fünfzehn Minuten gekürzte Fassung der Dokumentation im Rahmen der Dokumentationsreihe Four Corners auf ABC gezeigt.
In Japan wurde die Dokumentation am 18. und 19. März 2023 auf BBC World News Japan gezeigt, nachdem japanische Fernsehsender zögerten, den Film auszustrahlen. Die einzige japanische Plattform, die die Dokumentation aufführte, war Hulu Japan, allerdings aufgrund vertraglicher Bedingungen mit der britischen BBC. Hulu Japans Mutterunternehmen Nippon TV zeigte sich panisch aufgrund der Ausstrahlung des Dokumentationsfilms.
Im April 2024 wurde eine nachfolgende Dokumentation unter dem Titel Our World: The Shadow of a Predator auf BBC gezeigt.

## Rezensionen und Auswirkungen
Lucy Mangan schrieb am 7. März 2023 eine Rezension über die Dokumentation für die britische Zeitung The Guardian, in der sie den Inhalt des Films kurz zusammenfasste. Die Dokumentation zeige einen seltenen Einblick, wie Grooming funktioniere und wie tief die Psychologie von Missbrauch ist. Anstatt die Schamkultur Japans und die Wichtigkeit der Höflichkeit innerhalb der japanischen Gesellschaft weiter zu erörtern, reagiere Azhar mit kindischer Wut und Unglauben. Auch seine Reaktion auf die Ablehnung eines Interviews mit der Agentur Johnny & Associates empfindet sie mehr reizend als professionell.
Infolge der Dokumentation kündigte die Talentagentur unter Führung von Kitagawas Nichte Julie Fujishima in einem Statement an, daran zu arbeiten, die organisatorischen Strukturen des Unternehmens transparent offenzulegen. Auch traten nach der Ausstrahlung der Dokumentation weitere Berichte in Magazinen und Büchern ans Tageslicht, die bis in die 60er-Jahre zurückreichen; das älteste Schriftstück stammt aus der japanischen Zeitung Sankei Shimbun, datiert auf den 29. März 1965. Im April 2023 erklärte der Musiker Kauan Okamoto in einer Pressemitteilung vor dem Foreign Correspondents’ Club of Japan, dass er zwischen 2012 und 2016 mehrfach von Kitagawa sexuell missbraucht wurde und beschuldigte das Management des Unternehmens von den Vorfällen gewusst zu haben. Okamoto gab zu Protokoll, dass zu Kitagawas Zeit bei Johnnys & Associates zwischen 100 und 200 Jungen in sein Anwesen eingeladen wurden, und diejenigen, zu denen er sagte, dass sie „heute Abend früh zu Bett gehen“ sollten, die nächsten seien mit denen Kitagawa verkehrt.
Kurz nach der Pressekonferenz Okamotos gab die Agentur bekannt, die Fälle innerhalb des Unternehmens zu prüfen, ohne dabei gezielt auf die Anschuldigungen Okamotos Stellung einzugehen. Wenige Wochen später berichtete der japanische Fernsehsender NHK, dass das Unternehmen seine Mitarbeiter und Talente bezüglich der Vorwürfe befrage, um weitere Details herauszufinden. In einem veröffentlichten Dokument, dass Johnny & Associates an seine Geschäftspartner versandte, hieß es, dass erste Befragungen keine neuen Verdachtsfälle hervorgebracht habe, diese aber bei weitem nicht ausreichend seien, um die ganze Wahrheit ans Licht zu führen. Im Mai 2023 entschuldigte sich Präsidentin Fujishima und kündigte an, Maßnahmen ergreifen zu wollen, um den Betroffenen Hilfe anzubieten. Penlight, eine Fangruppierung der Agentur, forderte diese auf die Ermittlungen der Missbrauchsvorwürfe fortzusetzen, da Fujishimas Statement viele Fragen unbeantwortet ließen.
Die Geschäftsführer der Fernsehsender NHK, Fuji TV, Nippon TV und TV Asahi verurteilten in ihren Pressekonferenzen den Kindesmissbrauch und kündigten interne Untersuchungen an, wobei die Zusammenarbeit mit Künstlern der Agentur Johnny Associates bestehen blieben.

## Auszeichnungen
Megumi Inman und Mobeen Azhar wurden im August 2023 für ihre Arbeit an der Dokumentation mit dem Pressefreiheitspreis des Foreign Correspondents’ Club of Japan bedacht.